# مارکو رایش
مارکو رایش (انگلیسی: Marco Reich؛ زادهٔ ۳۰ دسامبر ۱۹۷۷) بازیکن فوتبال اهل آلمان است.
از باشگاه‌هایی که در آن بازی کرده‌است می‌توان به باشگاه فوتبال یاگلونیا بیاویستوک، باشگاه فوتبال کلن، باشگاه فوتبال والسال، باشگاه فوتبال آستریا کلاگن‌فورت، باشگاه فوتبال ولفسبرگر، باشگاه فوتبال کایزرسلاوترن، باشگاه فوتبال کیکرز اوفنباخ، باشگاه فوتبال ستاره سرخ بلگراد، باشگاه ورزشی وردر برمن، باشگاه فوتبال دربی کانتی، و باشگاه فوتبال کریستال پالاس اشاره کرد.
وی همچنین در تیم‌های ملی فوتبال زیر ۲۱ سال آلمان و آلمان بازی کرده‌است.